# بليتش (فلم)
بليتش (بالإنجليزية: Bleach) هو فيلم حركة ومغامرات تم إنتاجه في اليابان، وصدر سنة 2018 بطولة سوتا فوكوشي وميافي، وهو مقتبس من مانغا تحمل نفس الاسم.

## القصة
بعدما يُمنح طالب الثانوية “إيتشيغو” قدرات حاصدة للأرواح فجأةً، يشعر برغبة شديدة في ردّ هذه القوى، ولكن سيتعيّن عليه حصد بعض الأرواح أولًا.

## الميزانية والإيرادات
حقق الفيلم أرباح تقدر بـ 4,001,919 دولار أمريكي.

## وصلات خارجية
- مقالات تستعمل روابط فنية بلا صلة مع ويكي بيانات

لا توجد روابط لمواقع التواصل الاجتماعي.